# Хосров I Ануширван
Хосрой I или Хозров I Справедливи, възхваляван като Ануширван („Безсмъртната душа“), е владетел от Сасанидската династия на Персия.

## Живот
Син е на Кобад I. Управлява през 531 г. – 579 г. Амбициозен владетел известен със своята строителна дейност и реформи довели до разцвет на литературата, културата и изкуството през този период.
Хосрой разгромява ефталитите, които са притиснати от тюрките на север. Завладява Бактрия и води успешни войни в Месопотамия, Кавказ и Арабия. След първоначални конфликти сключва „Вечен мир“ с Византия, по-късно неколкократно нарушаван.
Хосрой провежда военна, административна и данъчна реформа които укрепят царството. При управлението на Хосрой еретичната секта на маздакитите губи подкрепата на властта. Кодифицирана е Авеста, преведени са множество писания от индийски. Добива популярност играта на шах.